# Comitè Internacional de Taxonomia dels Virus
El Comitè Internacional de Taxonomia dels Virus (en anglès International Committee on Taxonomy of viruses (ICTV) - és un comitè que autoritza i organitza la classificació taxonòmica dels virus. Han desenvolupat un esquema universal de classificació taxonòmica amb l'objectiu de descriure tots els virus d'un organisme viu. Els membres del comitè són considerats experts mundials en virus. El comitè és dirigit per la divisió de virologia d'International Union of Microbiological Societies.
El ICTV intenta aconseguir una classificació universal que pugui funcionar com el necessari estàndard de classificació dels virus, regulant la descripció formal de les noves soques i ordenant la seva ubicació dins de l'esquema classificatori. Intenta que les regles de nomenclatura i classificació s'assemblin el més possible a l'estàndard tradicional de la classificació dels organismes utilitzant algunes de les seves categories, sufixos que indiquen la categoria taxonòmica i aplicant cursiva als noms dels tàxons.